# Podvrh (Braslovče)
Podvrh (Duits: Unterberg bei Sannbrück) is een plaats in Slovenië en maakt deel uit van de gemeente Braslovče in de NUTS-3-regio Savinjska. De plaats telde 422 inwoners op 1 januari 2020.